# Universitatea Tehnică de Construcții din București
Universitatea Tehnică de Construcții din București (UTCB) este o universitate tehnică din București, România, înființată în anul 1948. Este una dintre instituțiile continuatoare ale Școlii Naționale de Poduri și Șosele din București, înființată în 1867. Universitatea este membră a Alianței Române a Universităților Tehnice (ARUT), ce include cele mai importante universități cu profil tehnic din România.

## Istoric
Învățământul superior de construcții a contribuit în mod determinant la dezvoltarea României moderne prin formarea unui corp profesional bine pregătit ce a avut realizări de prestigiu precum (lista nu este exhaustivă, ci exemplificativă) dezvoltarea rețelei naționale de drumuri, poduri și căi ferate, dezvoltarea industriei energetice prin realizarea de baraje, dezvoltarea urbanistică rapidă a României din a doua jumătate a secolului trecut, dezvoltarea industrială polivalentă prin realizarea de structuri și instalații de mare complexitate.

## Activitate
Pornind de la dimensiunea socială a învățământului superior și de la nevoia societății de a beneficia de servicii educaționale și de cercetare de calitate în domeniul construcțiilor pentru dezvoltarea sa sustenabilă, misiunea fundamentală asumată de către Universitatea Tehnică de Construcții București este aceea de a fi un centru național de formare a noilor generații de specialiști și de cercetare științifică performantă în domeniul construcțiilor.
Scopul declarat al instituției este promovarea educației și cercetării prin intermediul unei universități-reper și partener cu alte instituții omoloage din țară sau străinătate sau cu centre de cercetare.
Pentru educație, viziunea obligă, în principal, la finalizarea procesului Bologna prin armonizarea completă a studiilor de licență, masterat și doctorat și integrarea definitivă în spațiul european al învățământului superior.
Pentru cercetare, viziunea impune selectarea și susținerea direcțiilor prioritare de cercetare pentru UTCB în vederea integrării complete în spațiul european al cercetării.
Planul strategic pentru perioada 2020 – 2024 vizează, în ansamblul său, dezvoltarea generală a Universității Tehnice de Construcții București, creșterea accentuată a vizibilității universității la nivel național și internațional, creșterea eficacității și eficienței serviciilor de instruire a studenților și a performanței în cercetarea științifică.

## Facultăți și departamente
- Facultatea de Construcții Civile, Industriale și Agricole
  - Departamentul de Construcții de Beton Armat
  - Departamentul de Construcții Civile, Inginerie Urbană și Tehnologie
  - Departamentul de Construcții Metalice, Management și Grafică Inginerească
  - Departamentul de Matematică și Informatică
  - Departamentul de Mecanica Structurilor
- Facultatea de Inginerie a  Instalațiilor
  - Departamentul de Sisteme Termohidrauluice și pentru Protecția Atmosferei
  - Departamentul de Termotehnică și Echipamente Termice
  - Departamentul de Inginerie Electrică în Construcții și Instalații
- Facultatea de Hidrotehnică
  - Departamentul de Inginerie Hidrotehnică
  - Departamentul de Hidraulică și Protecția Mediului
  - Departamentul de Geotehnică și Fundații
  - Departamentu de Automatica si Informatica Aplicata
- Facultatea de Căi Ferate, Drumuri și Poduri
  - Departamentul Drumuri, Căi ferate și Materiale de Construcții
  - Departamentul Rezistența materialelor, Poduri și Tuneluri
  - Departamentul de Educație Fizică și Sport

- Facultatea de Geodezie
  - Departamentul de Geodezie și Fotogrammetrie
  - Departamentul de Topografie și Cadastru
  - Departamentul de Fizică
- Facultatea de Inginerie în Limbi Străine
  - Departamentul de Limbi Străine și Comunicare
- Facultatea de Utilaj Tehnologic
  - Departamentul Mașini de Construcții și Mecatronică
  - Departamentul de Tehnologie Mecanică
- Departamentul pentru Pregătirea Personalului Didactic

## Sediile și campusul UTCB
Campus Tei
- Bd. Lacul Tei nr.122-124, sector 2
- Facultate de Construcții Civile Industriale și Agricole
- Facultatea de Hidrotehnică
- Facultatea de Căi Ferate Drumuri și Poduri
- Facultatea de Geodezie
- Facultatea de Inginerie în Limbi Străine
- Rectorat, Laboratoare, Restaurant universitar,
- Cămine, Administrație, Sală de sport multifuncțională
- Mijloace de transport: autobuze 182 și 282, tramvai 16 și 36, metrou Obor și Ștefan cel Mare (20 de minute depărtare de mers pe jos).

Campus Pache Protopopescu
- Bd. Pache Protopopescu nr.66, sector 2
- Facultatea de Inginerie a Instalațiilor
- Mijloace de transport: autobuze 135, 311 și 655, tramvai 16 și 36, metrou Iancului (10 de minute depărtare de mers pe jos).

Campus Plevnei
- Calea Plevnei nr.59, sector 5
- Facultatea de Utilaj Tehnologic
- Mijloace de transport: autobuze 61, 66, 69, 85, 90, 91, 163, 336 și 601, metrou Eroilor (10 de minute depărtare de mers pe jos).

Campus Colentina
- Str. Răscoala din 1907 nr.5, sector 2
- Laboratoare
- Mijloace de transport: autobuze 66, 182, 282 și 682, tramvai 21.